# Distretto di Spandau
Il distretto di Spandau (in tedesco Bezirk Spandau) è il quinto distretto di Berlino.

## Amministrazione
L'amministrazione distrettuale ha sede al Municipio di Spandau, nel quartiere omonimo.
Il sindaco distrettuale (Bezirksbürgermeister) in carica è Helmut Kleebank, della SPD.

### Suddivisione amministrativa
Il distretto di Spandau è diviso in 9 quartieri (Ortsteil):
- 0501 Spandau (quartiere)
- 0502 Haselhorst
- 0503 Siemensstadt
- 0504 Staaken
- 0505 Gatow
- 0506 Kladow
- 0507 Hakenfelde
- 0508 Falkenhagener Feld
- 0509 Wilhelmstadt

## Storia
Il distretto di Spandau fu creato nel 1920 come suddivisione amministrativa della nuova "Grande Berlino".
Comprendeva, oltre alla città di Spandau, i comuni rurali (Landgemeinde) di Gatow, Kladow, Pichelsdorf, Staaken e Tiefwerder, e i territori agricoli (Gutsbezirk) di Heerstraße (parte nord), Pichelswerder, e della Cittadella di Spandau.
Nel 1945 il distretto fu assegnato al settore di occupazione britannico, e quindi a Berlino Ovest. Faceva eccezione la parte ovest del quartiere di Staaken (Staaken-West), inizialmente assegnata al settore sovietico (Berlino Est) in seguito ad uno scambio di territori, e dal 1961 assurta al rango di comune indipendente nel territorio della Repubblica Democratica Tedesca. Con la riunificazione, il 3 ottobre 1990, Staaken-West fu riunita a Staaken, rientrando a far parte del distretto di Spandau.
Dal 1946 al 1987 fu attivo, nel quartiere Wilhelmstadt, il famoso carcere alleato di Spandau, in cui erano rinchiusi i dirigenti del Partito nazista condannati al primo Processo di Norimberga a pene detentive.

## Gemellaggi
- Siegen, Renania Settentrionale-Vestfalia, Germania, dal 1952
- Circondario di Siegen-Wittgenstein, Renania Settentrionale-Vestfalia, Germania, dal 1952
- Luton, Regno Unito, Inghilterra, dal 1959
- Aschdod, Israele, dal 1968
- İznik, Turchia, dal 1987
- Nauen, Brandeburgo, Germania, dal 1988

Il distretto intrattiene "rapporti d'amicizia" (Städtefreundschaften) con:
- Budapest, Ungheria
- Tallinn, Estonia
- Volgograd, Russia